# Maiya Dmitriyeva
Maiya Dmitriyeva –en ruso, Майя Дмитриева– (nacida Maiya Zhuchkova, 31 de marzo de 1986) es una deportista rusa que compitió en remo. Ganó una medalla de plata en el Campeonato Europeo de Remo de 2009, en la prueba de dos sin timonel.

## Palmarés internacional
| Campeonato Europeo | Campeonato Europeo  | Campeonato Europeo | Campeonato Europeo |
| Año                | Lugar               | Medalla            | Prueba             |
| ------------------ | ------------------- | ------------------ | ------------------ |
| 2009               | Brest (Bielorrusia) | Medalla de plata   | Dos sin timonel    |